# Szczygłowice Kopalnia
Szczygłowice Kopalnia – nieczynny przystanek kolejowy w Knurowie, w dzielnicy Szczygłowice; w województwie śląskim, w Polsce.